# Dagmar Damková
Dagmar Damková (Plzeň, 29 dicembre 1974) è un'ex arbitro di calcio ceca.

## Carriera
È considerata come una delle più titolate direttrici di gara internazionali nel calcio femminile, una delle poche che sia riuscita a dirigere nella massima categoria nazionale anche squadre maschili.
Di professione insegnante di lingua inglese, entra nei ranghi FIFA riservati ai fischietti internazionali al femminile nel 1999, e in dodici anni di carriera mette insieme una moltitudine di partecipazioni a tornei e finali importanti (sempre nel calcio donne). Ecco nel dettaglio:
- nel 2007 e nel 2011 arbitra ai Mondiali femminili (4 partite in totale, tra cui una semifinale);
- nel 2004 e nel 2008 dirige ai Giochi olimpici 6 partite in totale, tra cui la finale di Pechino tra Brasile e Stati Uniti;
- nel 2005 e nel 2009 è convocata per i Europei femminili, dove arbitra in totale 7 partite, tra cui la finale 2009 tra Inghilterra e Germania;
- nel 2006 e nel 2011 è protagonista delle finali di UEFA Women's Champions League;
- nel 2002, nel 2004, nel 2006 e nel 2010 è selezionata per le fasi finali del Campionato mondiale femminile under 20 di calcio.

A livello nazionale, debutta nella massima divisione ceca al maschile (Gambrinus Liga) nel 2003
Nel 2011, dopo il suo secondo Mondiale, decide di ritirarsi dall'attività e viene subita nominata come componente della Commissione Arbitrale della UEFA, di cui è autorevole membro anche Pierluigi Collina.
Parla correntemente anche tedesco, spagnolo e russo.